# خلیج کوچک

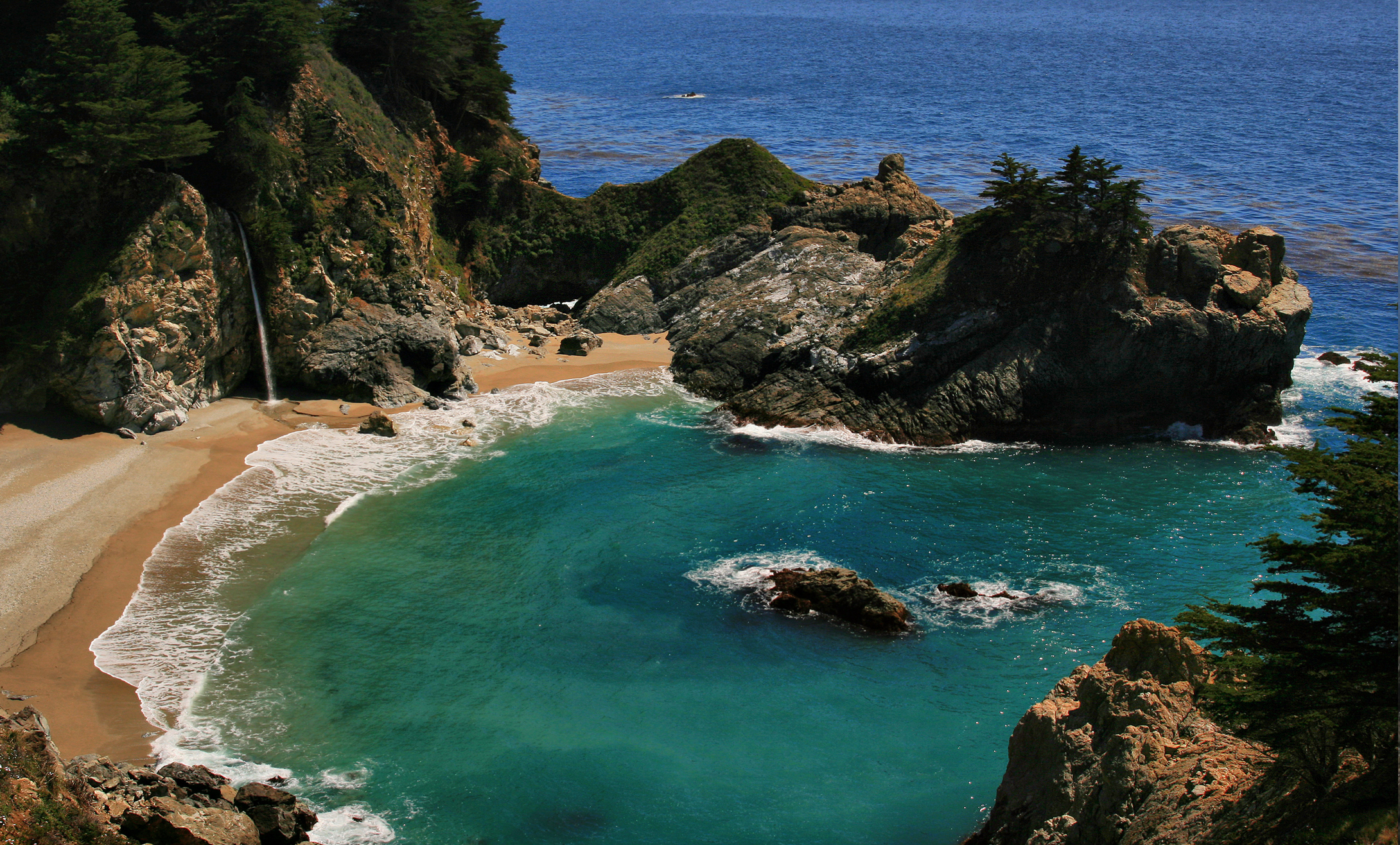
خلیج کوچک مک‌وی، کالیفرنیا، آمریکا

خلیج کوچک (انگلیسی: Cove) نوعی از خلیج در مقیاس کوچک و نوعی شاخابه کناره‌ای است که با خور تفاوت دارد. 